# قلعه اوتا
قلعه اوتا (به ژاپنی: 太田城) یک قلعه ژاپنی در ولایت کی (امروزه در استان واکایاما، شهر واکایاما) بود.